# المتحولون: عصر الانقراض
المتحولون: عصر الانقراض (بالإنجليزية: Transformers: Age of Extinction)‏ هو فيلم حركة تم إنتاجه في الولايات المتحدة وسيعرض في سنة 2014. الفيلم من إخراج مايكل بي. وهو الجزء الرابع من سلسلة الفيلم الذي بدا الجزء الأول منه عام 2007.

## القصة
لقد مرت أربع سنوات منذ المعركة النهائية بين الاوتوبوت وترك شيكاغو في أطلال الديسيبتيكون وأودت بحياة أكثر من ألف من المدنيين. حكومة الولايات المتحدة قد قطعت علاقاتها مع الاوتوبوت ووصفت لهم كالهاربين. وحدة نخبة من وكالة المخابرات المركزية الأمريكية تسمى «مقبرة الريح» شكلتها هارولد أتينجير مع القصد من مطاردة وإبادة الاوتوبوت الباقين على قيد الحياة مع معونة تأمين، صياد مكافأة محولات. ومن ناحية أخرى، باستخدام البيانات التي تم الحصول عليها من المحولات المدمرة، قطب الأعمال جويس جوشوا وشركته تكنولوجيا دمج الحلول الحركية (KSI) قد اكتشف «ترانسفورميوم»، غير مستقر جزيئيا المعدن الذي هو شريان الحياة بالنسبة للمحولات. جوشوا خلق قصب السبق هو جالفاترون، محول التي تم إنشاؤها من البيانات داخل ميجاترون في الرأس المقطوعة.
في تكساس الريفية، شراء تكافح الروبوتات المخترع «ييغر كيد» وصديقه Lucas فلانري بشاحنة نصف قديمة أملا في تجريد من وبيع أجزاء للحصول على ابنه كيد تيسا في الكلية. يكتشف كيد أن الشاحنة هو الجرحى اوبتيموس رئيس الوزراء، وأنها ليست فترة طويلة قبل عملاء Lockdown والرياح مقبرة يقودها سافوي James العاصفة في المزرعة ييجيرس وتهديد لهم. اوبتيموس يخرج من الاختباء صد ضد نشطاء رغم كيد وتيسا Lucas يتم إنقاذهم من قبل صديقها تيسا شين دايسون، متسابق رالي أيرلندية. فإنها تفقد عملاء في مطاردة طويلة في باريس، تكساس، لكن Lucas هو قتل بقنبلة يدوية في تأمين أثناء هروبهم. باستخدام طائرة بدون طيار تولي خلال الغارة، يكتشف كيد أن نشطاء وكسيت يعملان معا. اوبتيموس المسيرات وباقي الاوتوبوت-نحلة، كلب الصيد، والانجراف، ومرمى-والسفر مع حلفائهم بشرية جديدة التغلغل المقر الرئيسي في كسيت في شيكاغو. هناك، كيد، وشين، ونحلة اكتشاف الهندسة العكسية للشركة من تكنولوجيا المحولات. عند اكتشاف أن أسئلة وقد تم ذبح وهو يجري ذاب رأسه إلى أسفل، اوبتيموس والعاصفة Autobots في المقر الرئيسي لتدمير المختبر، لكن جوشوا يقنع لهم أن أعمالهم غير مجدية.
كما الاوتوبوت مغادرة المكان، تطلق جوشوا كسيت في نموذج «جالفاترون المحولات» وستينغر. اوبتيموس وجالفاترون الانخراط في معركة شاقة حيث Optimus يدرك أن جالفاترون هو ميجاترون في هيئة جديدة. فجأة، اوبتيموس هو انتقد بشدة من الخلف بتأمين، وفي خضم الفوضى، أنه وتيسا التي تم التقاطها في السفينة لتأمين. على متن السفينة، يشرح Lockdown اوبتيموس أن المحولات تم إنشاؤها بواسطة سباق غريبة غامض المعروف باسم «المبدعين»، الذي استأجرته للقبض على زعيم الاوتوبوت. كمكافأة للقبض على اوبتيموس، يتم إعطاء عملاء أتينجير «البذور»، وبقايا قوية أن سايبر-الأشكال أي مساحة واسعة من الأرض. كيد وشين والعاصفة Autobots في السفينة لإنقاذ اوبتيموس وتيسا؛ بينما نحلة، مرمى، وهروب البشر وتحطم في «وسط مدينة شيكاغو»، الاوتوبوت أخرى فصل الجزء الخلفي من السفينة قبل خروجها إلى الفضاء. جوشوا وشركائه التجاريين يويه سو ودارسي تيريل التراجع إلى بكين، حيث أتينجير أيدي جوشوا البذور مقابل حصة في التحكم كسيت. الاوتوبوت وحلفائهم البشرية اتباع لهم الحيلولة دون تفجير البذور.
في مصنع بكين كسيت، جالفاترون ينشط بنفسه فجأة ويصيب 50 كل من نموذج للشركة محولات للقيام أوامره. تحقيق حماقة إبداعاته، جوشوا يخون Attinger قبل خه يويه، ودارسي تأخذ البذور إلى كونغ Hong. هناك، الاوتوبوت النضال من أجل حماية جوشوا والبذور من جالفاترون وأتباعه، الذي تبادل لإطلاق النار أسفل السفينة Autobots. يقتل كيد سافوي خلال معركة في مبنى سكني. فاقت ومهزوم، رئيس اوبتيموس إصدارات مجموعة من فرسان الأسطوري ويؤدي بهم مرة أخرى إلى المدينة لتدمير الجيش في جالفاترون. Lockdown يعود إلى الأرض، ويستخدم سلاحا مغناطيسية لسحب المركبات تحت سفينته وإفلاتها على الاوتوبوت. اوبتيموس يدمر السلاح ويشارك في معركة مع تأمين قبل أن يقتل أتينجير لإنقاذ كيد. تأمين الاستيلاء على السيف اوبتيموس ويخوزق له، ولكن الجهود المتضافرة لنحلة، كيد، تيسا، وشين يصرف الصياد قبل اوبتيموس طعنات له في القلب، وشرائح رأسه في نصف. جالفاترون الخلوات، متعهدا بمعركة اوبتيموس آخر اليوم. مع تأمين دمرت وحل «الرياح المقبرة»، مجموعات اوبتيموس مجاناً Dinobots قبل أن يطير إلى الفضاء مع البذور، وإرسال رسالة للمبدعين.

## الممثلون
- مارك والبيرغ
- كيلسي جرامر
- صوفيا مايلز
- ستانلي توتشي
- نيكولا بيلتز

## جوائز
وتصدر فيلم ترانسفورمرز 4: ايدج اوف اكستينكشن"، الترشيحات لجوائز "راتزي" (التوتة الذهبية) الهوليوودية لأفضل الأفلام في العام 2014.
ونال الفيلم ذو الإنتاج الضخم وهو من إخراج مايكل باي، سبعة ترشيحات منها أفضل فيلم وأفضل سيناريو وأفضل تكملة لفيلم.

## الميزانية والإيرادات
بلغت تكلفة إنتاج الفيلم حوالي 165 مليون دولار.بينما حقق إيراداتٍ تقدر ب 1.104 مليار دولار.

## روابط خارجية
- المتحولون: عصر الانقراض على موقع IMDb (الإنجليزية)
- المتحولون: عصر الانقراض على موقع ميتاكريتيك (الإنجليزية)
- المتحولون: عصر الانقراض على موقع روتن توميتوز (الإنجليزية)
- المتحولون: عصر الانقراض على موقع نتفليكس (الإنجليزية)
- المتحولون: عصر الانقراض على موقع قاعدة بيانات الأفلام العربية
- المتحولون: عصر الانقراض على موقع ألو سيني (الفرنسية)
- المتحولون: عصر الانقراض على موقع Turner Classic Movies (الإنجليزية)
- المتحولون: عصر الانقراض على موقع أول موفي (الإنجليزية)
- المتحولون: عصر الانقراض على موقع بوكس أوفيس موجو (الإنجليزية)
- المتحولون: عصر الانقراض على موقع فيلمافينيتي (الإسبانية)